# Huey P. Newton
Huey Percy Newton (ur. 17 lutego 1942 w Monroe, Luizjana, zm. 22 sierpnia 1989 w Oakland, Kalifornia) – amerykański działacz społeczny, Afroamerykanin. Razem z Bobbym Seale’em założył Partię Czarnych Panter walczącą z segregacją rasową w Stanach Zjednoczonych.

## Życiorys
Urodził się w mieście Monroe w Luizjanie. W dzieciństwie przeprowadził się wraz z rodziną do Kalifornii, skąd rodzina Newtonów przeprowadziła się jeszcze kilkukrotnie ze względów finansowych. Z dyskryminacją rasową spotkał się po raz pierwszy w trakcie edukacji. Nie był dobrym uczniem, a podczas nauki w technikum został kilkakrotnie aresztowany za wykroczenia i drobne przestępstwa, takie jak włamania i akty wandalizmu. Pod wpływem lektury „Państwa” Platona, rozpoczął działalność w ramach ruchu praw obywatelskich. Czytał prace Karola Marksa, Włodzimierza Lenina, Malcolma X i Che Guevary. Udzielał się w różnych organizacjach studenckich. W październiku 1966 wraz z Bobbym Seale’em założył Partię Czarnych Panter. Newton został ministrem obrony partii, a Seale został jej przewodniczącym.
Swoją społeczno-polityczną działalność prowadził głównie na terenie Oakland, gdzie wraz z pozostałymi członkami partii prowadził programy socjalne. W ramach jego działań utworzono szkołę społeczną, program dożywiania 150 dzieci z najbiedniejszych rodzin zamieszkujących miasto czy uruchomiono kursy tańca i sztuk walki dla najmłodszych. Członkowie partii na terenie Kalifornii wykorzystując prawo stanowe zaczęli tworzyć uzbrojone patrole obywatelskie. Uczestnicząc w jednym z takich patroli, Newton wdał się w strzelaninę z policjantami. W wyniku strzelaniny lider Czarnych Panter i dwóch funkcjonariuszy zostało rannych. Jeden z funkcjonariuszy zginął w wyniku odniesiony ran. Ranny w brzuch Newton z kolei został przewieziony do szpitala. W pierwszym procesie Newtona w 1968 został on skazany na 15 lat więzienia. W 1970 odbył się drugi proces, w którym oczyszczono go ze wszystkich oskarżeń. Sam Newton stał na stanowisku, że policjanci postrzelili się wzajemnie na skutek pomyłki. Kolejne problemy z prawem Newtona pojawił się w 1977, gdy został skazany za nielegalne posiadanie broni.
Wraz ze słabnięciem ruchu emancypacyjnego Newton poświęcił się edukacji oraz pisaniem esejów, piosenek i wierszy. W 1980 uzyskał doktorat z filozofii społecznej Uniwersytetu Kalifornii w Santa Cruz. Praca doktorska Newtona nosiła tytuł „Wojna przeciwko Panterom. Studium represji w Ameryce”. 22 sierpnia 1989 zginął zastrzelony przez członka Rodziny Czarnej Partyzantki (grupy założonej przez przebywających w więzieniach członków Czarnych Panter), mającego za złe Newtonowi porzucenie więzionych towarzyszy. Przed śmiercią wykrzyczał do zabójcy słowa: „Możesz zabić moje ciało, ale nie zabijesz mojej duszy. Moja dusza będzie żyć wiecznie!”. Śmierć Newtona stała się symbolem upadku ruchu Czarnych Panter.